# Denis Lawson
Denis Lawson, född 27 september 1947 i Crieff, Perth and Kinross, Skottland, är en brittisk (skotsk) skådespelare, mest känd som Wedge Antilles i Star Wars-filmerna. Han är morbror till Ewan McGregor.

## Filmografi (i urval)
- Stjärnornas krig (1977)
- The Man in the Iron Mask (1977) TV
- Rymdimperiet slår tillbaka (1980)
- Local Hero – byns hjälte (1983)
- Jedins återkomst (1983)
- Bleak House (2005)
- 2007 – Jekyll (miniserie)
- 2012–2015 – Gamla snutar, nya spår (TV-serie)
- Star Wars: The Rise of Skywalker (2019)